# Ахалцихе (Казбегский муниципалитет)
Ахалцихе (груз. ახალციხე) — село в Грузии, на территории Казбегского муниципалитета края (мхаре) Мцхета-Мтианети.

## География
Село находится в северо-восточной части Грузии, вблизи места впадения реки Артхмосцкали в реку Сносцкали, на расстоянии приблизительно 6 километров (по прямой) к юго-юго-востоку от посёлка городского типа Степанцминда, административного центра муниципалитета. Абсолютная высота — 1791 метр над уровнем моря.

## Население
По результатам официальной переписи населения 2014 года в Ахалцихе проживало 35 человек (13 мужчин и 22 женщины). В национальной структуре населения грузины составляли 97,1 %.
| Год  | Население, человек |
| ---- | ------------------ |
| 2002 | 129                |
| 2014 | ↘ 35               |